# Берн, Максимилиан
Максимилиан Берн (нем. Maximilian Bern; 1849—1923) — немецкий писатель

.

## Биография
Максимилиан Берн родился 11 ноября 1849 года в городе Херсоне в семье врача, после скоропостижной смерти которого семья Берн переехала жить в австрийскую столицу.

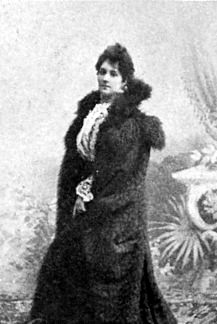
Жена Ольга Вольбрюк

Начал учиться в Венском университете, который вынужденно оставил в 1873 году (ввиду финансовых трудностей), получив место надзирателя в училище для верховой езды.
В 1875 году М. Берн написал новеллу «Auf schwankem Grunde», имевшую огромный успех и давшую ему возможность покинуть службу и всецело отдаться литературе. Он стал усердно изучать историю немецкой литературы и в 1877 году выпустил «Deutsche Lyrik seit Goethes Tode».
Характерной чертой его сочинений является пессимизм, по временам принимающий оттенок настоящего отчаяния; немецкая критика объясняла этот пессимизм русским происхождением Максимилиана Берна.
Из других произведений Берна наиболее известны следующие: «Sich selbst im Wege»; «Lustige Stunden» (1887); «Neue Klänge» (1897); «Die zehnte Muse».
Максимилиан Берн умер 10 сентября 1923 года в Берлине.
С 1887 по 1897 год Берн был женат на писательнице и актрисе Ольге Вольбрюк.